# هيرويوكي كوباياشي
هيرويوكي كوباياشي (باليابانية: 小林宏之) (و. 1978 – م) هو لاعب كرة قاعدة، من اليابان، ولد في سوكا، سايتاما.

## روابط خارجية
- هيرويوكي كوباياشي على موقع الدوري الياباني لكرة القاعدة (الإنجليزية)
- هيرويوكي كوباياشي على موقعبيزبول رفرنس.كوم (الدوري الثانوي) (الإنجليزية)